# Svarttjärnen (Lockne socken, Jämtland, 699136-145962)
Svarttjärnen är en sjö i Östersunds kommun i Jämtland och ingår i Ljungans huvudavrinningsområde.